# Горас Вокер
Горас Вокер (англ. Horace Walker; 1838, Канада — 1908, Велика Британія) — англійський альпініст, який здійснив низку перших сходжень в Альпах, зокрема, на вершини Барр-дез-Екрен, Балмгорн, Обер-Габельгорн, Гранд-Жорас і кілька інших, а також на Західну вершину Ельбрусу. На його честь названо найвищий пік масиву Гранд-Жорас Пуент-Вокер, а також льодовик і гірський притулок у Південних Альпах у Новій Зеландії.
У 1890—1893 роках Горас Вокер був президентом британського Альпійського клубу.

## Біографія
Народився у 1838 році у Канаді, але виріс у Ліверпулі. Батько Гораса Френсіс Вокер (1808—1872) був успішним підприємцем й альпіністом. Його старша сестра Люсі Вокер (1836—1916) також займалася альпінізмом, і згодом прославилася першим в історії жіночим сходженням на Матергорн. Люсі ходила на сходження тільки разом із сім'єю, і багато сходжень Горас здійснив разом з нею.
Перше сходження Вокер здійснив у віці 16 років на вершину Мон-Велан.

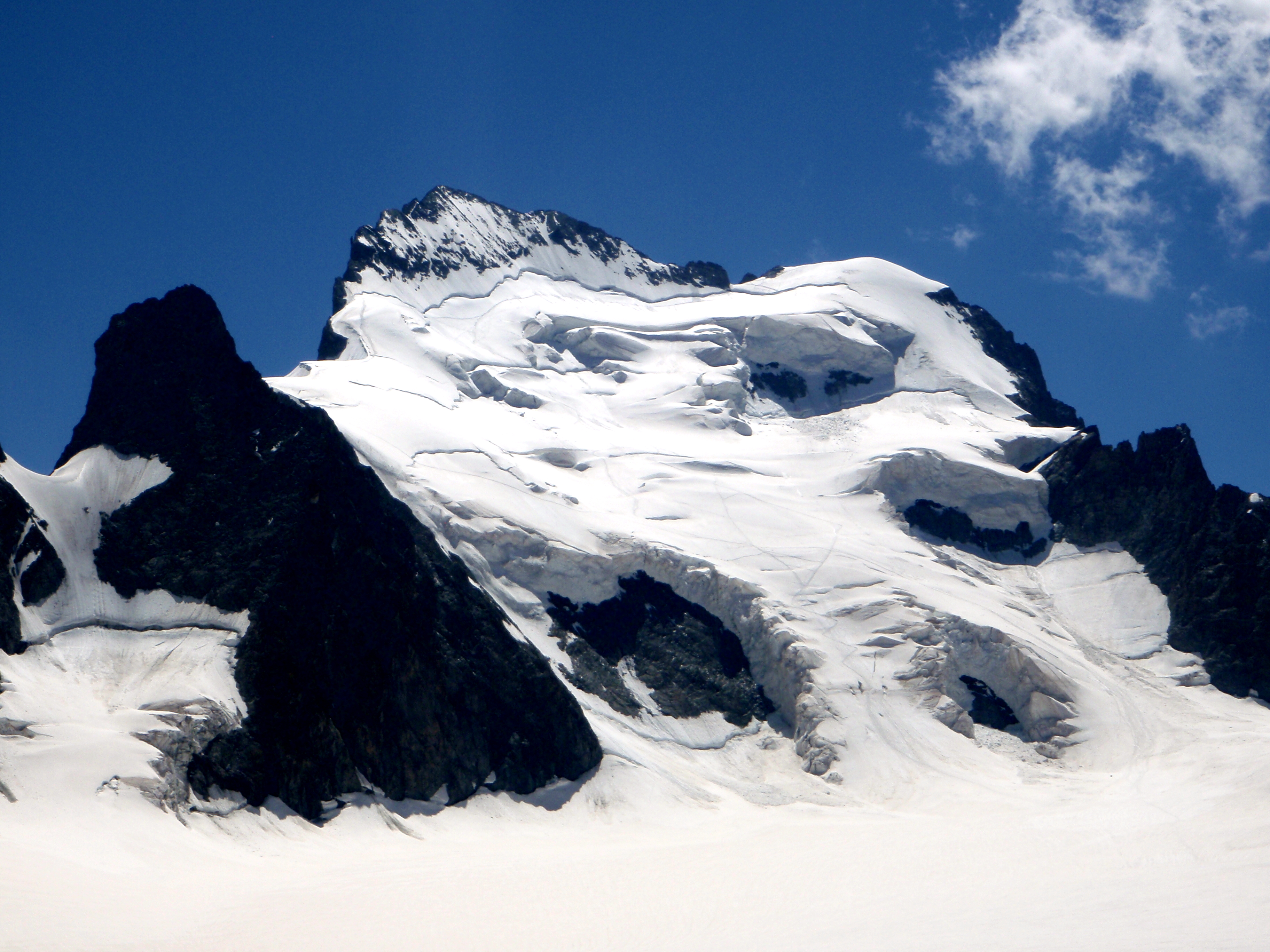
Північна стіна вершини Барр-дез-Екрен

Влітку 1864 року Горас і британський альпініст Адольф Ворбертон Мур у супроводі провідника Крістіана Альмера прибули в Альпи Дофіне для здійснення сходжень у масиві Дез-Екрен. Водночас до регіону приїхав їхній друг і знаний альпініст Едвард Вімпер, якого супроводжував провідник Мішель Кро. Після кількох невдалих спроб піднятися на Матергорн у 1862 та 1863 роках Вімпер вирішив зробити перерву та здійснити перше сходження на найвищу точку масиву вершину Барр-дез-Екрен заввишки 4102 метри. Вокер, Мур і Вімпер вирішили об'єднати зусилля. Зустрівшись 20 червня 1864 року у Сен-Мішель-де-Мор'єнні, вони за кілька днів вийшли через перевал Коль-де-ля-Валлуар до підніжжя масиву Дез-Екрен. 23 червня група здійснила сходження на вершину Бреш-де-ля-Меїж (фр. Brèche de la Meije, 3357 метрів), звідки вони спустилися на її південний схил. 24 червня вийшли до верхів'я льодовика Де-ля-Бонн-П'єр, де організовали ночівлю перед останнім штурмом. Рано-вранці 25 червня Вімпер, Мур, Вокер, Альмер і Кро вийшли на штурм вершини. Піднявшись спочатку кулуаром у північному схилі вершини на східний гребінь, вони потім по ньому вийшли до вершини. Спуск здійснили західним гребенем з наступним переходом на північну стіну.

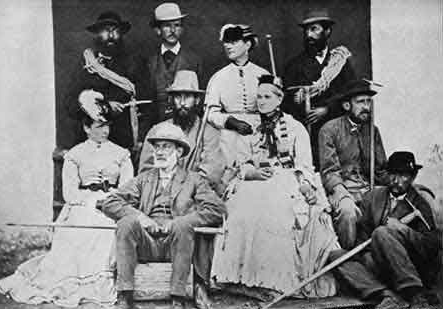
Горас Вокер (сидить, третій ліворуч), Люсі Вокер (стоїть, третя ліворуч), Адольф Мур (сидит, другий праворуч), Мельхіор Андерегг (стоїть, перший праворуч)

21 липня 1864 Горас Вокер разом з батьком і сестрою Люсі у супроводі гідів Якоба і Мельхіора Андереггів здійснили перше сходження на вершину Балмгорн у Бернських Альпах заввишки 3698 метрів. За 6 днів, 27 липня, у складі розширеної групи з п'яти клієнтів і шести провідників (включно з Адольфом Муром, Крістіаном Альмерою й іншими провідниками, що приєдналися до них), вони зробили сходження на Айгер. Це було четверте вдале сходження на Айгер і перше в історії жіноче сходження.
У 1865 році Вокер продовжив здійснювати сходження разом з Адольфом Муром у супроводі гідів Якоба Андерегга. 21 червня 1865 року вони здійснили перший траверс найвищої вершини Гларнських Альп гори Теді заввишки 3613 метрів (також вони стали першими англійцями, що піднялися на гору). 22 червня вони здійснили перший перехід через перевал Камадра, а 23 червня першопрохід нового маршруту на вершину Райнвальдгорн (3402 метри) з льодовика Брешіана. 28 червня вони здійснили перше сходження на вершину Піц-Розег (3937), після чого вирушили до Мілану, звідки 4 липня перейшли у Церматт через перевал Сезія.
6 липня 1865 року Горас Вокер, Адольф Мур і Якоб Андерегг здійснили перше сходження на вершину Обер-Габельгорн заввишки 4063 метри східною стіною з Церматта. Вони на один день випередили групу іншого британського альпініста — Френсіса Дугласа (з гідами Петером Таугвальдером та Йозефом Віаніном), якому з третьої спроби вдалося піднятися на вершину північно-західним гребенем. 8 липня вони здійснили перший перехід через перевал Коль-де-Аролла до підніжжя гори Пінь-д’Аролла у Пеннінських Альпах заввишки 3796 метрів. Наступного дня, 9 липня, вони зробили перше сходження на вершину Пінь-д'Аролла.
Після повернення з Пінь-д'Аролла Вокер, Мур і Якоб Андерегг перемістилися в Курмайор, де 13 липня до них приєдналися альпіністи Френк Вокер (батько Гораса) та Джордж Спенсер Метьюз із провідником Мельхіором Андереггом. 14 липня вони перейшли до підніжжя Монблана на льодовик Бренва, де табором стали на висоті 2800 метрів. Наступного дня, 15 липня, всі шестеро здійснили перше проходження нового маршруту на Монблан (маршрут Бренва, за сучасною класифікацією UIAA відповідає IV категорії складності). Після сходження група спустилася до Франції у Шамоні.

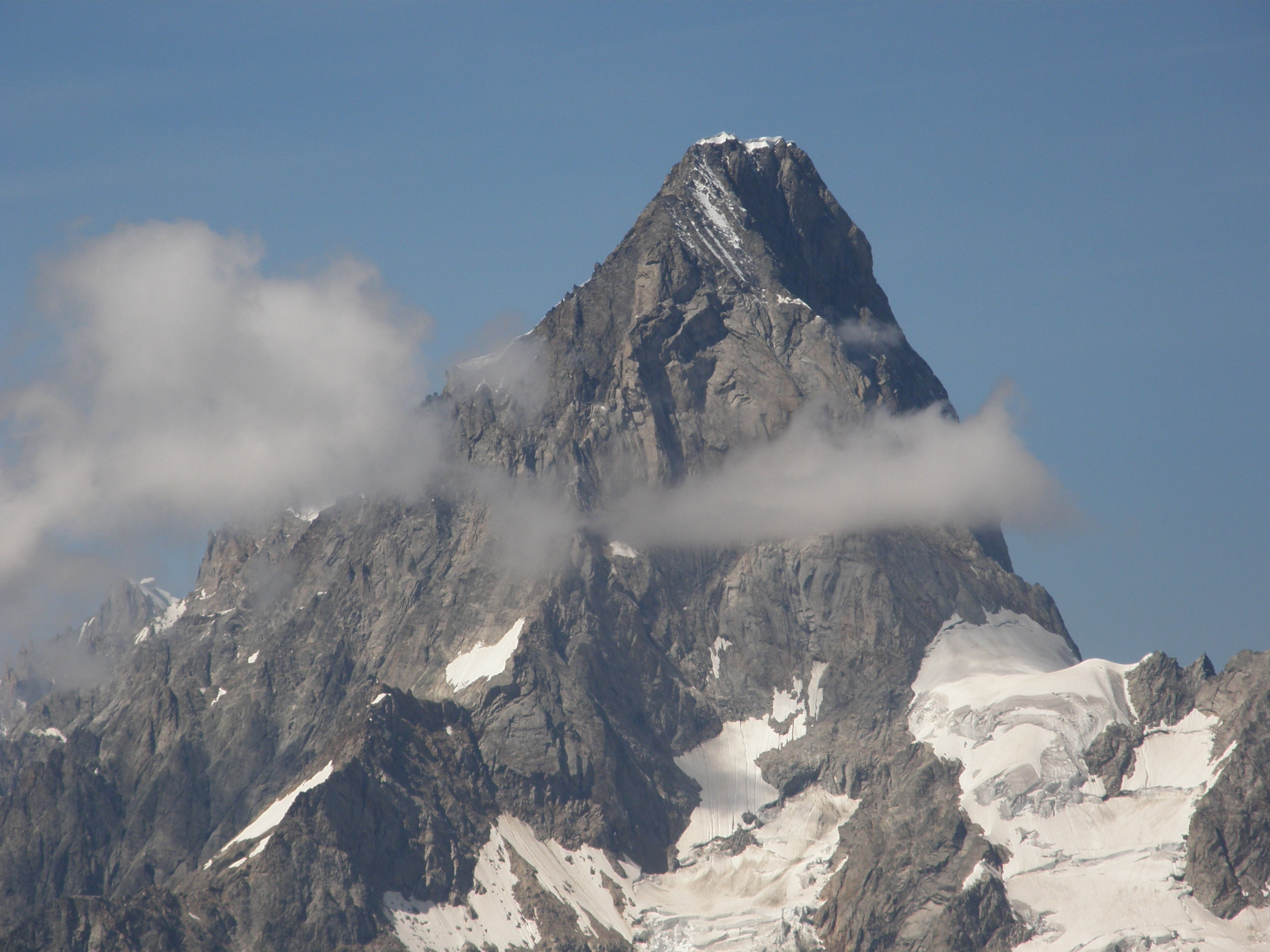
Вершина Пуент-Вокер у масиві Гранд-Жорас

30 червня 1868 року Горас Вокер у супроводі гірських гідів Мельхіора Андерегга, Йоганна Яуна та Жульєна Гранде здійснив перше сходження на найвищу вершину масиву Гранд-Жорас Пуент-Вокер заввишки 4208 метрів (згодом названу на його честь).
У 1874 році Вокер взяв участь в експедиції на Кавказ, яку організував англійський альпініст Флоренс Кроуфорд Гроув. У межах цієї експедиції 28 липня здійснили перше сходження на Західну вершину Ельбрусу (5642 метри), яка вища за Східну на 21 метр і є найвищою вершиною сучасної Європи. На вершину піднялися сам Гроув, Горас Вокер, Фредерік Гарднер, провідник із кантону Вале Петер Кнубель і місцевий провідник Ахія Соттаєв. Після сходження Гроув зазначив, що воно було фізично складним, але основну складність склала не висота, а велика довжина маршруту. Адольф Мур, який брав участь в експедиції, на фінальний штурм вершини вийти не зміг через погане самопочуття.
У 1890 році Вокера обрано на посаду президента британського Альпійського клубу. На цій посаді він пробув три роки (з 1890 до 1893 рік).
Горас Вокер помер у 1908 році.

## Пам'ять
На честь Гораса Вокера названо найвищу вершину в масиві Гранд-Жорас (Пуент-Вокер) й один з маршрутів північною стіною на цю вершину, а також льодовик і гірський притулок у Південних Альпах у Новій Зеландії.